# Pietermaritzburg
Pietermaritzburg (známý také pod zkratkou PMB nebo zulským názvem umGungundlovu, „sloní místo“) je město v Jihoafrické republice. Má okolo 230 000 obyvatel (s předměstími až půl milionu) a je hlavním městem provincie KwaZulu-Natal.

## Historie
Město založili Búrové v roce 1839 a pojmenovali ho po svých vůdcích Pietu Retiefovi a Gerritu Maritzovi. Byl hlavním městem nezávislé republiky Natalia, v roce 1843 ho dobyli Britové a učinili z něj správní centrum kolonie Natal. V letech 1994–2004 se Pietermaritzburg dělil o status hlavního města s Ulundi, tradičním centrem Zuluů.

## Současnost
Hlavní pamětihodností města je radnice z roku 1893, označovaná za největší cihlovou budovu na jižní polokouli. Nachází se zde také pomník Mahátmy Gándhího, upomínající na událost z roku 1893, kdy byl Gándhí v Pietermaritzburgu vyhozen z vlaku, protože jel v první třídě, ačkoli nebyl běloch; tato zkušenost ho přivedla k boji za lidská práva. V Pietermaritzburgu sídlí vysoká škola University of KwaZulu-Natal, město má také botanickou zahradu a galerii obrazů. Hraje zde fotbalový klub Maritzburg United FC, v roce 2003 město spolupořádalo mistrovství světa v kriketu. Populárním výletním místem v okolí jsou vodopády Howick Falls.

## Rodáci
- Alan Paton, spisovatel
- Greer Stevensová, tenistka
- Joel Stransky, ragbista
- Shaun Morgan, zpěvák

## Partnerská města
- Hampton, USA
- Tchaj-čung, Tchaj-wan